# Assyrische Genocide
De Assyrische of Aramese Genocide (Aramees: ܩܛܠܥܡܐ ܣܘܪܝܝܐ, qtol'amo Suryoyo, Turks: Süryani Soykırımı) ook wel aangeduid met de Aramese term Sayfo (letterlijk "zwaard"), is de benaming voor de volkerenmoord op de Assyriërs of Arameeërs gepleegd onder leiding van de beweging der Jonge Turken, in het Ottomaanse Rijk tijdens de Eerste Wereldoorlog. Gedurende de genocide werd ongeveer 70% van de totale Aramese bevolking vermoord door speciale Ottomaanse eenheden en gelieerde Koerdische milities. Volgens ooggetuigen, waaronder westerse officieren, diplomaten en verslaggevers werden honderdduizenden Arameeërs uit het noorden van Mesopotamië (het huidige zuidoosten van Turkije en noordwesten van Iran) in de periode 1915-1920 met geweld gedeporteerd, uitgehongerd en vermoord.
De Sayfo wordt expliciet erkend als een genocide in resoluties die zijn aangenomen door het parlement van Zweden (2010), Armenië (2015), Nederland (2015) en Duitsland (2016). De genocide op de Arameeërs wordt daarnaast erkend door genocide-wetenschappers, historici en eveneens een klein aantal politici, uit met name Nederland, Frankrijk en de Verenigde Staten.

## Achtergrond
De Hamidische Bloedbaden (1894-1896) tijdens het bewind van Sultan Abdul Hamid II, worden gezien als een voorloper van de Aramese Genocide die later zou plaatsvinden tijdens de Eerste Wereldoorlog. Tijdens deze massamoord pleegden de Ottomanen een reeks gewelddadige aanvallen tegen Aramese en Armeense dorpen en steden, waarbij duizenden onschuldige mensen om het leven kwamen aan het einde van de 19e eeuw.
Tijdens de Eerste Wereldoorlog, verzette het Ottomaanse Rijk zich onder leiding van de Jonge Turken tegen Rusland en de geallieerden en werden de Arameeërs, samen met de Armeniërs en andere minderheidsgroepen, beschouwd als een bedreiging voor de nationale veiligheid van het Ottomaanse Rijk. Dit leidde tot de systematische deportatie, gevangenzetting, marteling en moord van Arameeërs, samen met andere christelijke volkeren waaronder de Armeniërs en Pontische Grieken.
De voornaamste factor voor de genocide op de Arameeërs was hun religieuze en culturele identiteit als christenen, die hen onderscheidde van de meerderheidsmoslimbevolking in het Ottomaanse Rijk. Het Ottomaanse Rijk was een islamitische staat en de regering zag de aanwezigheid van grote niet-moslim minderheidsgroepen als een bedreiging voor de nationale eenheid. De regering vreesde dat deze minderheidsgroepen loyaal zouden zijn aan de vijanden van het Ottomaanse Rijk tijdens de Eerste Wereldoorlog, met name Rusland, een christelijke natie die historisch gezien banden had met voornamelijk de Armeense gemeenschap. De Ottomaanse overheid deporteerde deze bevolkingsgroepen systematisch naar onder meer de Syrische Woestijn. Tijdens de deportaties (“Dodenmars”) waren er veel sterfgevallen door systematische verhongering en dehydratie. Massa-executies en bestraffing van vluchtpogingen zorgden voor een groot deel van de dodelijke slachtoffers.

## Geschiedenis

### Achtergrond
Historisch gezien woonden de Arameeërs in het zuidoosten van het huidige Turkije, met name in de provincies Mardin, Şırnak, Hakkâri, Şanlıurfa, Adıyaman, Malatya, Elazığ, Batman, Siirt, Bitlis en Van. Er zijn geen officiële statistieken over de Aramese bevolking na de genocide van 1915. Verschillende onderzoekers hebben schattingen gemaakt, waarbij het aantal Arameeërs vóór de genocide varieerde tussen 800.000 en 1.200.000.  

### Het millet-systeem in het Ottomaanse Rijk
In het Ottomaanse Rijk vielen de Arameeërs, net als andere (christelijke) minderheden, onder het millet-systeem, een bestuurlijk model waarin religieuze gemeenschappen van elkaar onderscheden werden en vertegenwoordigd werden door een leider. Elk millet (Ottomaans-Turks voor "natie") had een eigen leider, juridische structuren en verantwoordelijkheden, waaronder het innen van belastingen en soms militaire verplichtingen.  
De Arameeërs waren verdeeld over verschillende millet-gemeenschappen, afhankelijk van hun religieuze denominatie:  
- De Syrisch-Orthodoxe Millet (Süryani milleti) werd in 1873 officieel erkend en stond onder leiding van de Syrisch-Orthodoxe patriarch.
- De Syrisch-Katholieke Millet (Süryani Katolik milleti) werd erkend in 1829 en vertegenwoordigde de gemeenschap die zich had aangesloten bij de Syrisch-Katholieke Kerk.
- De Chaldeeuwse Millet (Keldani milleti) werd opgericht in 1830 en stond onder leiding van de patriarch van de Chaldeeuws-Katholieke Kerk.
- De Nestoriaanse gemeenschap (leden van de Kerk van het Oosten) had geen officiële millet-status. In tegenstelling tot de andere christelijke groepen werden de Nestorianen als een aparte maar niet-erkende groep behandeld door de Ottomaanse autoriteiten. Dit kwam doordat de Nestoriaanse gemeenschap in de hooggelegen en moeilijk toegankelijke regio Hakkâri een sterke mate van autonomie nastreefde en haar leiders, met name de patriarchen van de Kerk van het Oosten, zich opstelden als politieke en religieuze rivalen van de Ottomaanse autoriteiten, wat erkenning als aparte millet bemoeilijkte.

Hoewel het millet-systeem de Aramese christenen een zekere mate van zelfbestuur bood, bracht het ook beperkingen en ongelijkheid met zich mee. Net als andere niet-islamitische gemeenschappen moesten de Arameeërs extra belastingen betalen, zoals de jizya, en werden ze onderworpen aan juridische en maatschappelijke restricties.

## Gedocumenteerde aantallen
Hoewel er geen consensus bestaat over het precieze aantal Arameeërs dat tijdens de Genocide om het leven kwam, variëren schattingen van wetenschappers tussen 250.000 en 850.000 doden. Het exacte cijfer blijft moeilijk vast te stellen door het ontbreken van officiële bevolkingsregisters en de chaotische omstandigheden van die periode.  
Op 4 december 1922 verklaarde de Assyro-Chaldean National Council dat tussen 1914 en 1918 ongeveer 275.000 "Assyro-Chaldeans" waren omgekomen. Deze schatting omvat echter alleen de slachtoffers uit de Nestoriaanse en Chaldeeuwse millet en sluit de slachtoffers uit de Syrisch-Orthodoxe en Syrisch-Katholieke millet uit, waardoor het totale dodental mogelijk hoger ligt.  
Ondanks de variërende schattingen bestaat er onder genocide onderzoekrs en historici brede consensus dat de gebeurtenissen tijdens de Aramese genocide een opzettelijke en systematische poging vormden om de Aramese bevolking als etnische en religieuze groep uit te roeien.  

#### Assyriërs in het Ottomaanse Rijk
In het milletsysteem erkende het Ottomaanse Rijk religieuze denominaties in plaats van etnische groepen: Süryaniler/Yakubiler (Syrisch-Orthodoxen of Jakobieten), Nasturiler (Kerk van het Oosten of Nestorianen) en Keldaniler (Chaldeeuwse Katholieke Kerk). Tot de negentiende eeuw maakten deze groepen deel uit van het Armeense millet. Assyriërs in het Ottomaanse Rijk woonden in afgelegen bergachtige gebieden, waar ze zich hadden gevestigd om staatscontrole te vermijden. Hoewel deze afzondering Assyriërs in staat stelde militaire dienstplicht en belastingen te vermijden, zorgde het er ook voor dat interne verschillen versterkt werden en het ontstaan van een collectieve identiteit vergelijkbaar met de Armeense nationale beweging werd voorkomen. In tegenstelling tot de Armeniërs controleerden Syrisch-Christenen geen onevenredig deel van de Ottomaanse handel en hadden ze geen significante populaties in nabijgelegen vijandige landen.
Onder leiding van de patriarch van de Kerk van het Oosten, gevestigd in Qudshanis, controleerden Assyrische stammen de Hakkari-bergen ten oosten van Tur Abdin (grenzend aan de Ottomaans-Persische grens). Hakkari is zeer bergachtig, met pieken tot 4.000 meter hoogte en steile kloven; veel gebieden waren alleen bereikbaar via voetpaden die in de bergwanden waren uitgehouwen. De Assyrische stammen vochten soms tegen elkaar, namens hun Koerdische bondgenoten. De vestiging van de Kerk van het Oosten begon in het oosten aan de westelijke oever van het Urmia-meer in Perzië, terwijl er net ten noorden daarvan een Chaldeeuwse enclave was in Salamas. Er was ook een Chaldeeuws gebied rond Siirt in de provincie Bitlis (ten noordoosten van Tur Abdin en ten noordwesten van Hakkari, minder bergachtig dan Hakkari), maar de meeste Chaldeeërs woonden verder naar het zuiden in het huidige Irak.

##### De situatie verslechterde
Hoewel de Koerden en Assyriërs goed met elkaar geïntegreerd waren, leidde deze integratie volgens Gaunt "rechtstreeks naar een wereld die werd gekenmerkt door geweld, plunderingen, ontvoering en verkrachting van vrouwen, gijzelneming, veediefstal, beroving, plundering, het in brand steken van dorpen en een staat van chronische onrust". Assyrische inspanningen om hun autonomie te behouden botsten met de negentiende-eeuwse pogingen van het Ottomaanse Rijk tot centralisatie en modernisering om controle te krijgen over wat effectief een staatloze regio was. Het eerste grootschalige geweld gericht tegen Assyriërs vond plaats in het midden van de jaren 1840, toen de Koerdische emir Badr Khan zowel Hakkari als Tur Abdin verwoestte en duizenden mensen doodde. Tijdens stammen vetes was het grootste deel van het geweld gericht op christelijke dorpen onder bescherming van de tegenovergestelde stam.
Tijdens de Russisch-Turkse oorlog van 1877-1878 bewapende de Ottomaanse staat de Koerden met moderne wapens om tegen Rusland te vechten. Toen de Koerden weigerden de wapens aan het einde van de oorlog terug te geven, waren de Assyriërs - die vertrouwden op oudere wapens - in het nadeel en werden ze steeds meer het slachtoffer van geweld. De onregelmatige Hamidiye-cavalerie werd in de jaren 1880 gevormd uit Koerdische stammen die loyaal waren aan de regering; hun vrijstelling van civiel en militair recht stelde hen in staat gewelddaden te plegen zonder gestraft te worden. De opkomst van politiek islamisme in de vorm van Koerdische sjeiks vergrootte ook de kloof tussen de Assyriërs en de moslim-Koerden.
Tijdens de bloedbaden van Diyarbekir (Turks Koerdistan) in 1895 werden veel Assyriërs gedood. Het geweld escaleerde na de staatsgreep van de Jonge Turken van 1908, ondanks de hoop van de Assyrieërs dat de nieuwe regering een einde zou maken aan het bevorderen van anti-christelijk sentiment. In 1908 werden 12.000 Assyriërs uit de Lizanvallei verdreven door de Koerdische emir van Barwari. Vanwege toenemende Koerdische aanvallen die de Ottomaanse regering naliet te voorkomen, begon de patriarch van de Kerk van het Oosten, Mar Shimun XIX Benyamin, onderhandelingen met het Russische Rijk vóór de Eerste Wereldoorlog.

## Erkenning
Vanaf de jaren 1960 en 1970, toen veel Arameeërs hun thuisland verlieten vanwege vervolging en discriminatie, begonnen inspanningen om aandacht te vestigen op de wreedheden begaan tegen het Aramese volk tijdens de Eerste Wereldoorlog. In het Midden-Oosten was het destijds niet mogelijk om hierover te lobbyen, waardoor de diaspora hierin een leidende rol op zich nam. Binnen het academische veld van het onderzoek naar de Armeense genocide groeide de erkenning van de Arameeërs als mede-slachtoffers naast de Armeniërs. Deze erkenning droeg bij aan een groter bewustzijn over de Sayfo en de impact ervan op de Aramese gemeenschap.  
Een belangrijke mijlpaal vond plaats in december 2007, toen de International Association of Genocide Scholars (IAGS) een resolutie aannam waarin de Aramese genocide officieel werd erkend. Deze resolutie markeerde een significante academische erkenning van de Sayfo. In de daarop volgende jaren hebben verschillende landen de Sayfo erkend als genocide. Zweden nam in 2010 een resolutie aan, Armenië in 2015, Nederland in 2015 en Duitsland in 2016. Deze landen erkenden formeel de Aramese genocide en bevestigden de noodzaak om de slachtoffers te herdenken en te eren.  
De erkenning van de genocide leidde in sommige landen tot diplomatieke spanningen, met name in Zweden. De Turkse ambassadeur werd door Ankara opgedragen Zweden onmiddellijk te verlaten en een gepland bezoek van premier Recep Tayyip Erdoğan aan Zweden werd geannuleerd.
In tegenstelling tot de brede erkenning van de Armeense genocide door vele landen en internationale organisaties blijft de erkenning voor de Aramese genocide achter. Aramese historici verklaren dat dit komt door het gebrek aan een eigen staat en de politieke machteloosheid van de gemeenschap in de 20e eeuw. Daarnaast wordt de uitroeiing van andere christelijke gemeenschappen, waaronder de Arameeërs en Pontische Grieken vaak overschaduwd door de controverse rondom de Armeense genocide.  
Gedenktekens ter nagedachtenis aan de Aramese genocide bevinden zich onder andere in Armenië, Australië, België, Duitsland, Frankrijk, Griekenland, Syrië, Zweden, Zwitserland, Oekraïne en de Verenigde Staten.

## Actueel
De in Turkije wonende Aramese priester Yusuf Akbulut werd in het jaar 2000 opgepakt door de Turkse autoriteiten, nadat hij in een kranteninterview naar voren bracht dat naast de Armeniërs ook de Suryoye slachtoffer waren van een genocide in het Ottomaanse Rijk. Hij werd vrijgelaten, nadat mensenrechtenorganisaties en verschillende campagnes voor zijn vrijlating pleitten.
In het kader van de vrijheid van meningsuiting in Turkije, die in april 2016 veel in het nieuws is gekomen, heeft de Turkse ambassade in Stockholm het uitzenden van een documentaire over de Assyrisch/Aramese Genocide proberen tegen te houden. Het Zweedse kanaal TV4 heeft bevelen van de Turkse ambassade die per e-mail verstuurd werden niet opgevolgd en de documentaire alsnog uitgezonden.
In juli 2018 ontstond er commotie rondom de Hogeschool Saxion in Enschede. Een Aramese studente Media, Informatie en Communicatie reisde af naar het Zuidoosten van Turkije om een documentaire te maken over deze genocide. Het Hogeschoolblad Sax wilde haar interview achteraf niet publiceren uit veiligheidsoverwegingen. Het onderwerp zou te gevoelig liggen in de Turkse gemeenschap. Het Interstedelijk Studenten Overleg hamerde op het gebrek aan persvrijheid bij de Hogeschool. De commotie leidde tot Kamervragen in het parlement en een massale media-aandacht over de kwestie.
In mei 2023 ontstonden er spanningen tussen de Turkse en Aramese gemeenschap van Enschede na het aankondigen van het plaatsen van een monument ter nagedachtenis aan de Aramese genocide. Turkse organisaties hielden daarop volgend een ontkenningsmars en bezorgden flyers met de tekst ‘Nee, tegen beledigend monument!’ en een oproep aan Turkse Nederlanders om ‘op te staan’.
Het genocidemonument in Jette werd eind augustus 2023 beklad met pro-Ottomaanse teksten. De Aramese Federatie België betreurde deze daad en riep ertoe op acties als deze te veroordelen en zich in te zetten opdat het nooit meer zou gebeuren.

## Monumenten

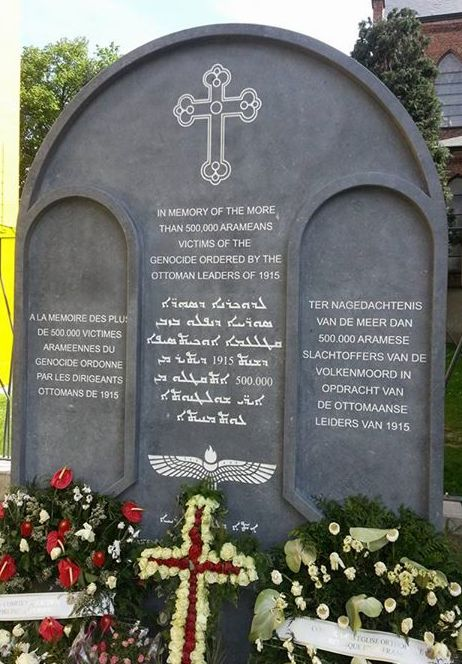
Brussel
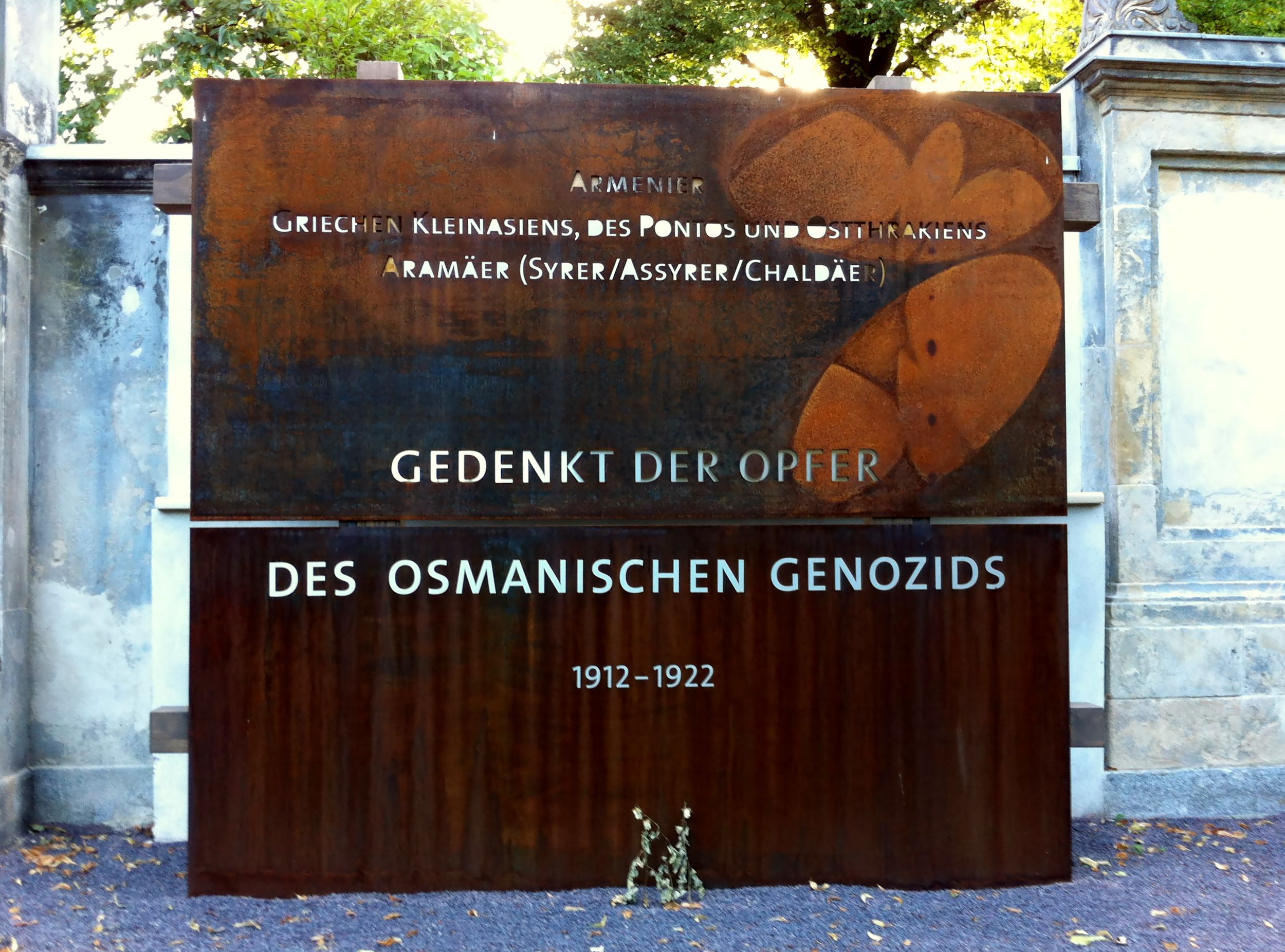
Berlijn
Parijs
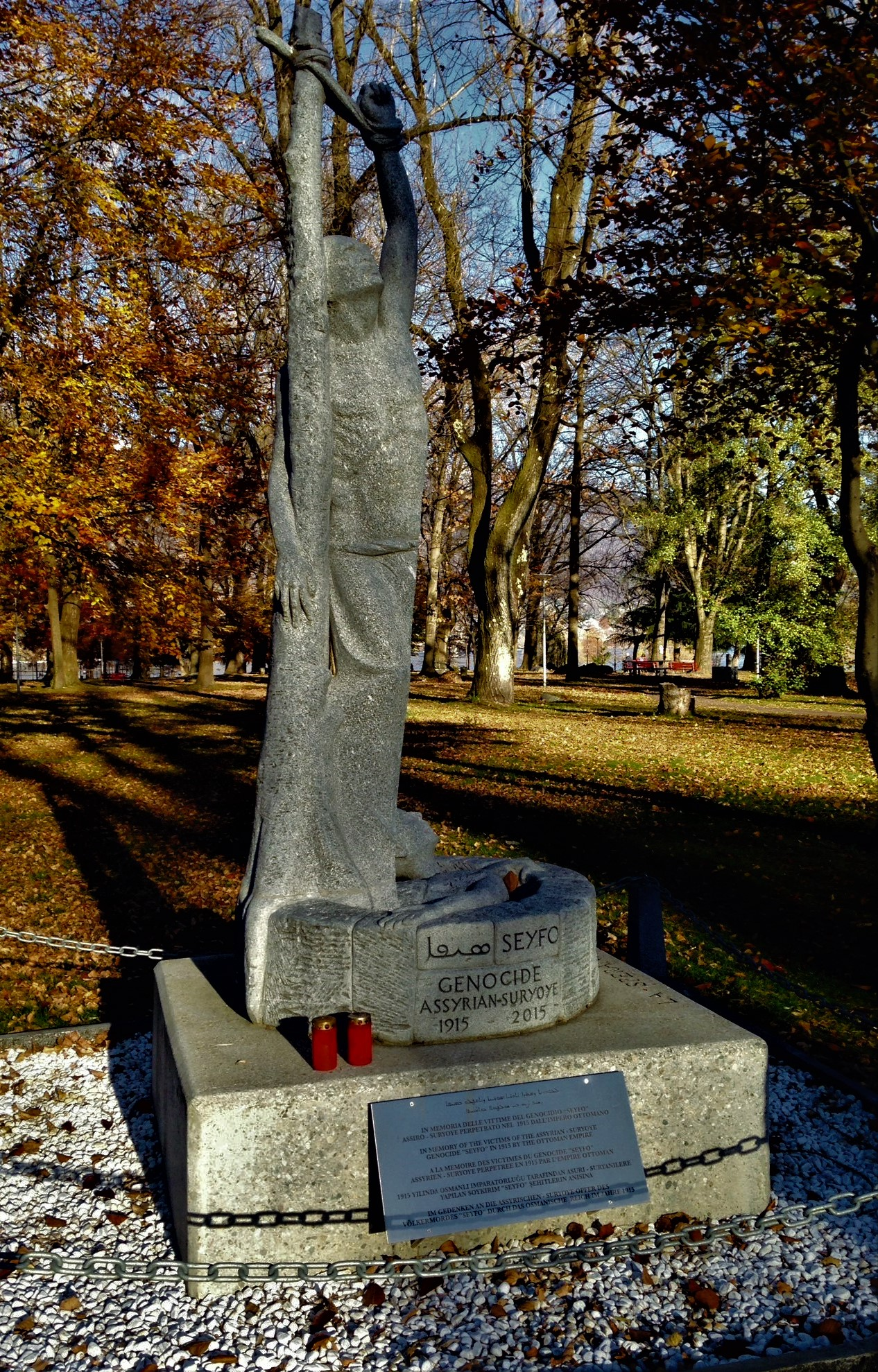
Locarno
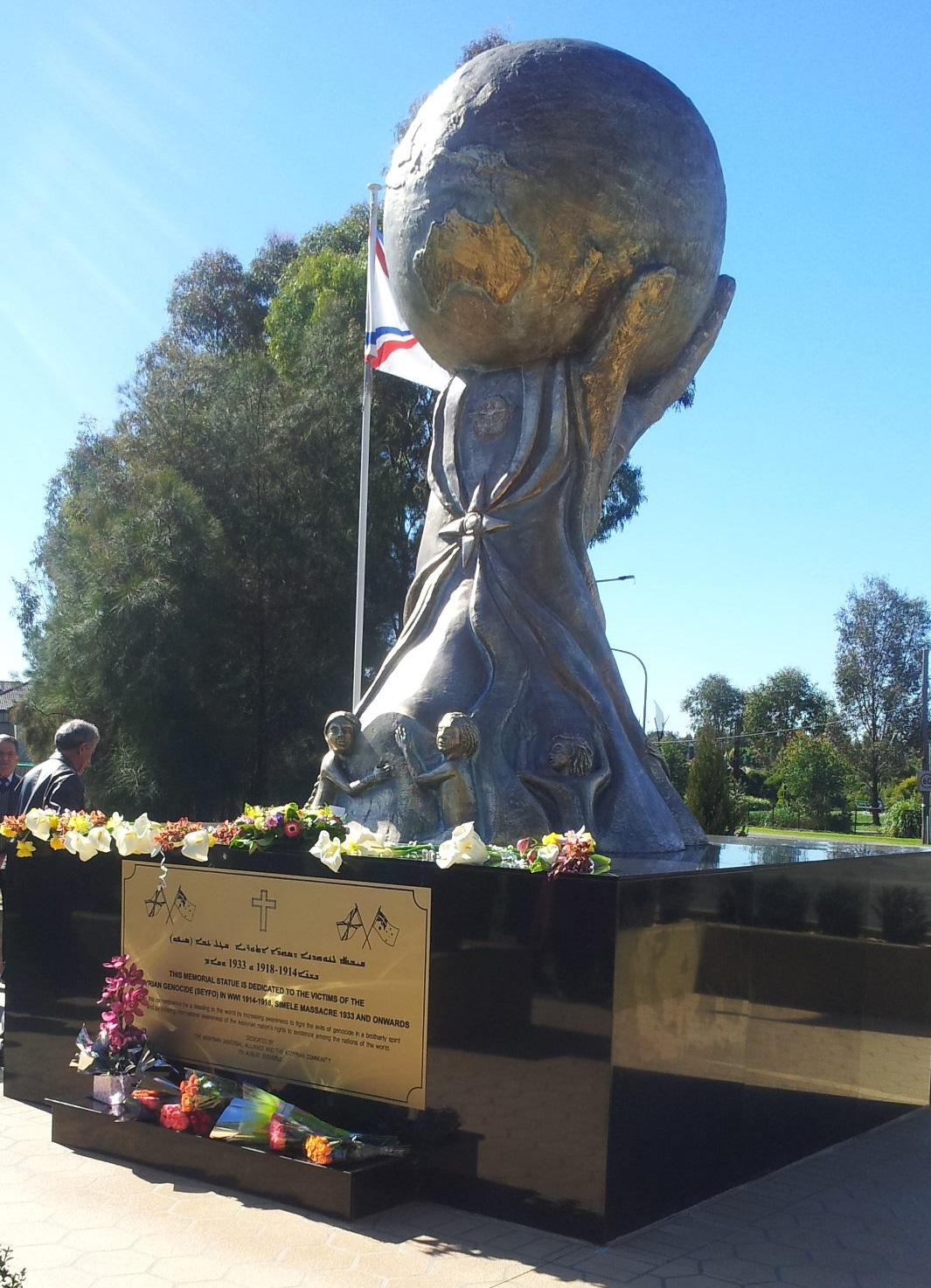
Sydney
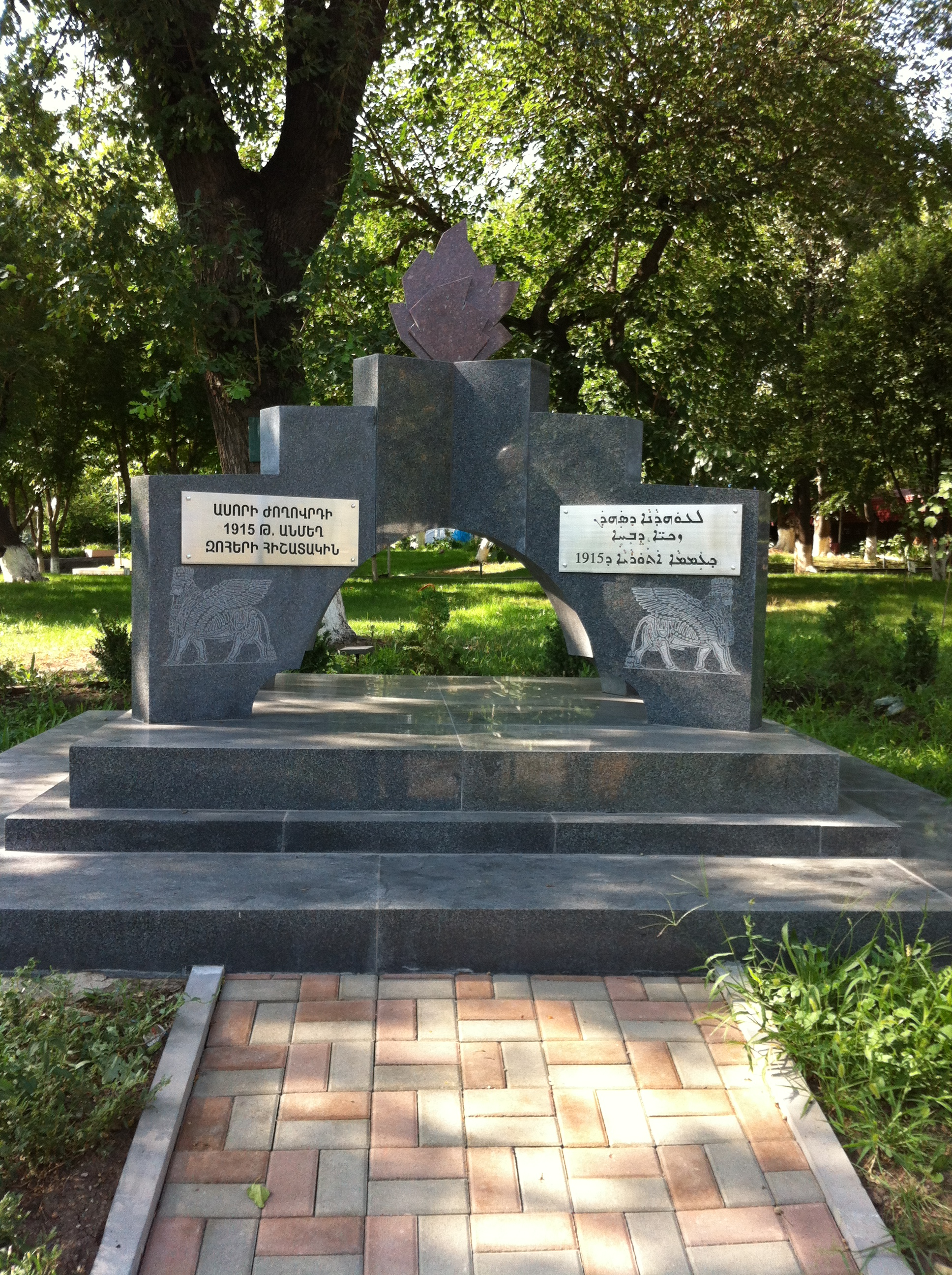
Jerevan
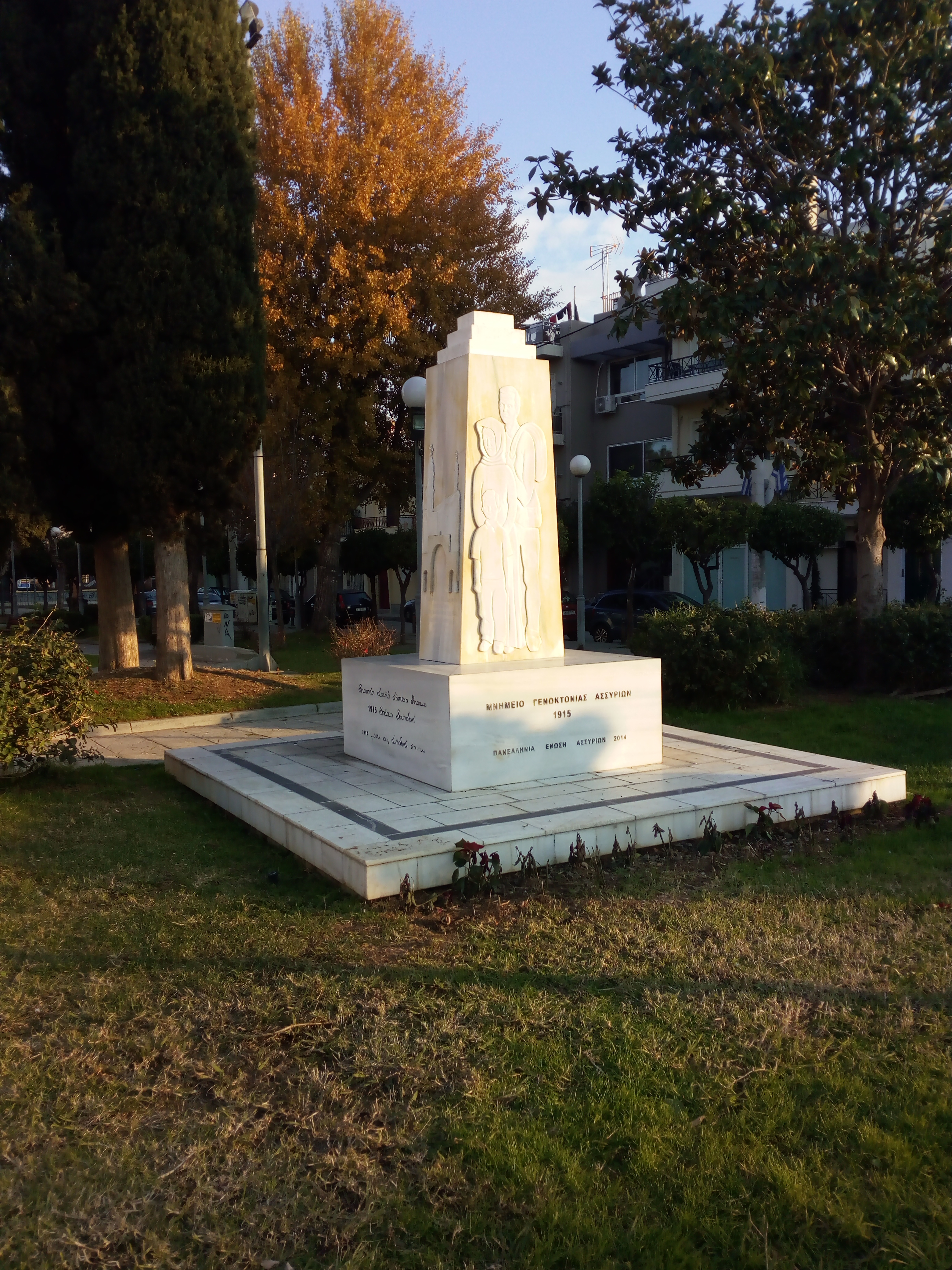
Athene